# Museu Internacional da Reforma Protestante de Genebra
O Museu Internacional da Reforma Protestante é um espaço de divulgação cultural localizado na cidade de Genebra, Suíça, que procura divulgar a história da Reforma Protestante, em particular os capítulos dessa história que se desenrolaram nessa mesma cidade de Genebra, um dos principais centros desse movimento e que foi o lugar no qual viveu o reformador João Calvino durante grande parte de sua vida.

## Sobre o museu
O museu situa-se na rue du Cloître número 4 em Genebra e o local escolhido para albergar o museu é simbólico: a Maison Mallet, o edifício onde se situa o museu, foi construído em 1723 precisamente no mesmo local onde se situava o Convento de Saint-Pierre, local onde em 21 de Maio de 1536 os habitantes de Genebra decidem adotar a Reforma. Ao lado da Maison Mallet, fica a Catedral de Genebra. O museu foi inaugurado em 15 de Abril de 2005 .

### Prêmio do Conselho da Europa
Em 2007, apenas dois anos após a sua inauguração, o museu recebeu o Prêmio de Museu do Conselho da Europa, um prêmio atribuído por esse órgão desde 1977 a museus que dão uma notável contribuição a um maior entendimento da rica diversidade da cultura europeia.

## Temática

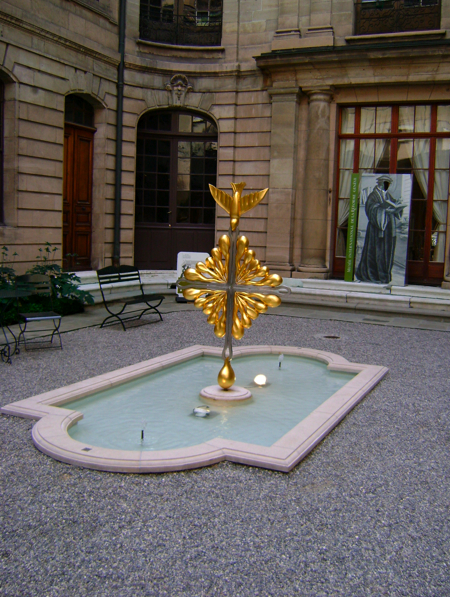
Interior do museu

### A Bíblia
A mensagem bíblica é, como seria de esperar, um grande ponto de enfoque. Bíblias históricas, traduções em várias línguas: alemão, italiano, francês, que no século XVI eram indesejadas pelas autoridades católicas estão aqui expostas.

### Conflitos religiosos
A história dos conflitos religiosos é também objeto de atenção. A própria cidade de Genebra foi o palco de uma parte dos principais acontecimentos na história da Reforma. Estão aqui expostos alguns documentos históricos que relatam as Guerras de religião em França, incluindo o Massacre da noite de São Bartolomeu.

### João Calvino

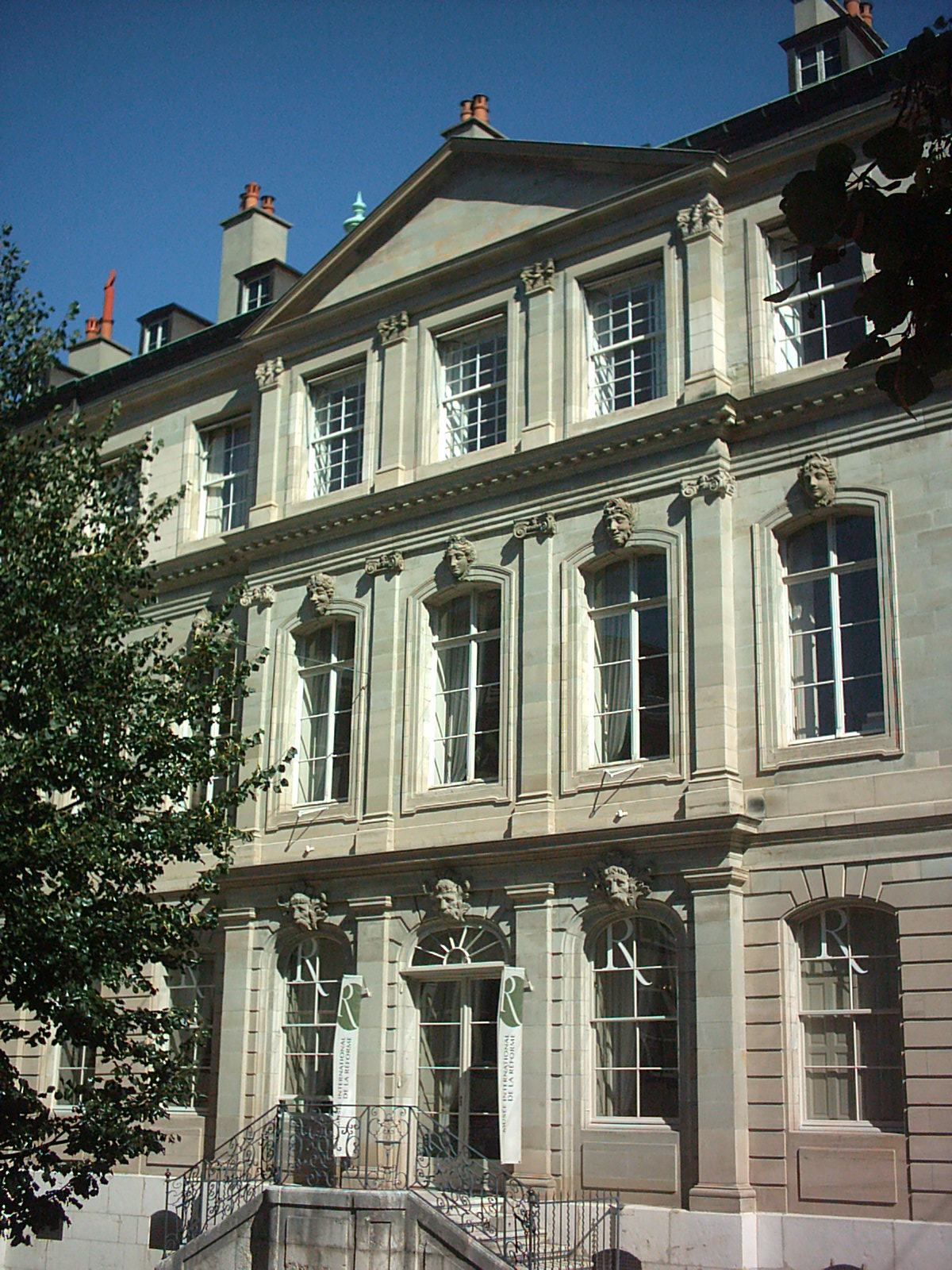
Fachada do museu

João Calvino, protestante, foi perseguido refugiando-se na Suíça em 1536. Influenciado por Guilherme Farel, ele aderiu às ideias protestantes, criando uma de suas variantes mais conhecidas, o Calvinismo.

### A revogação do édito de Nantes
Com a revogação do Édito de Nantes pelo Édito de Fontainebleau em 1685, os huguenotes voltaram a ser perseguidos em França. Muitos fugiram para países estrangeiroEstados Unidos, África do Sul e outros. O museu mostra também alguns aspetos da vida desses calvinistas refugiados em seus países adotivos.
Por Meio De Edito De Nantes (1598), o monarca concedeu aos huguenotes a liberdade religiosa e o direito de exercerem cargos políticos.

## Prêmios
Conselho da Europa
- Prêmio de Museu: 2007